# Naoki Makino
Naoki Makino (牧野 直樹 Makino Naoki?), född 11 november 1976 i Shizuoka prefektur, är en japansk före detta fotbollsspelare.
Makino började sin karriär 1999 i Verdy Kawasaki. Efter Verdy Kawasaki spelade han för Ventforet Kofu. Han avslutade karriären 2002.